# بطولة ويمبلي الدولية 1992
بطولة ويمبلي الدولية 1992 (بالإنجليزية: Makita Tournament 1992)‏ هو موسم من بطولة ويمبلي الدولية، أقيم بتاريخ 1992، وفاز فيه نادي سامبدوريا.